# 영국 영화 협회

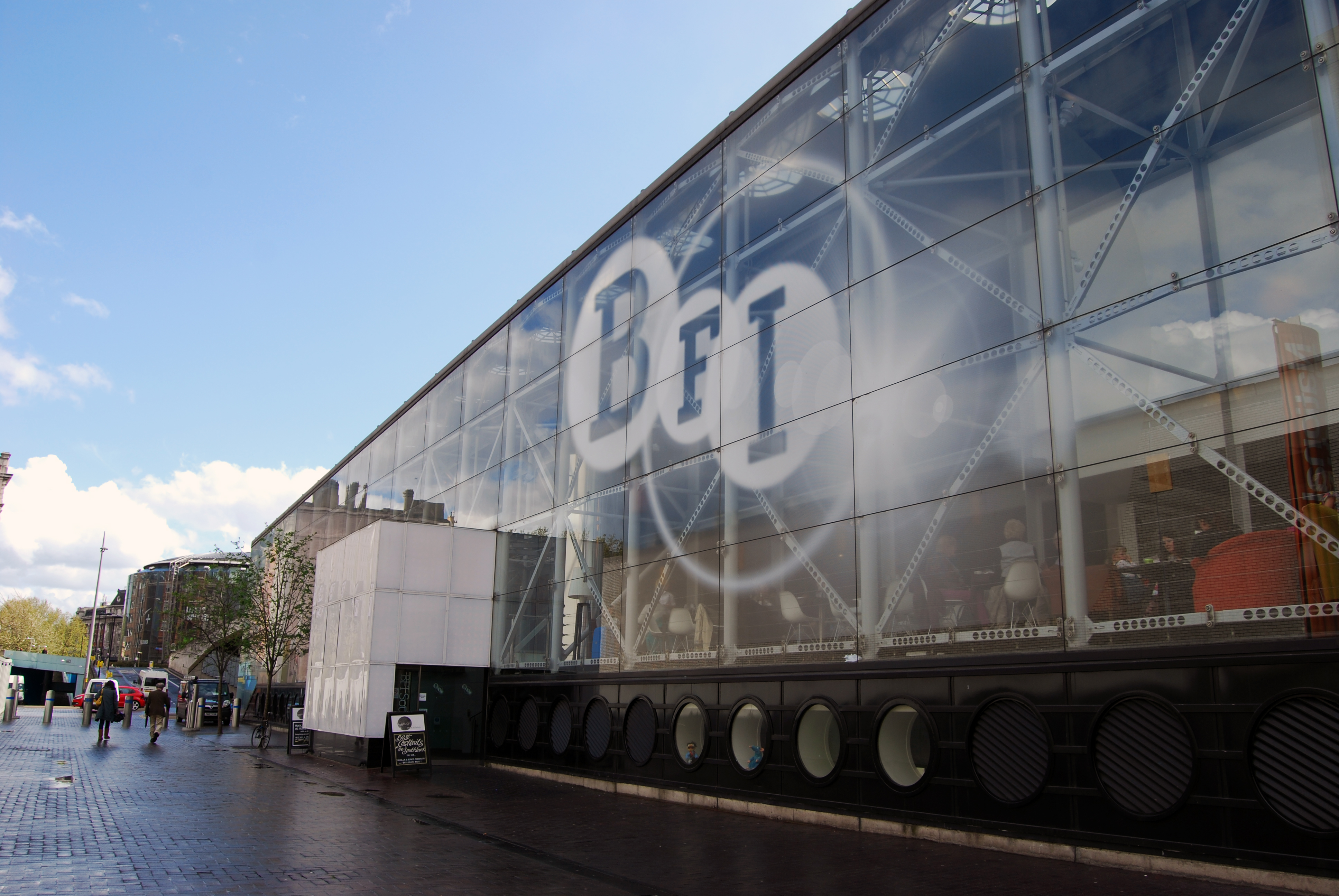

영국 영화 협회(英國映畵協會, British Film Institute, BFI)는 1933년 영국 국내 영화 홍보를 목적으로 설립되었다. 교육 부문과 라이브러리를 운영하고 영화 연구를 위해 서비스를 제공하고 영화를 배급할뿐만 아니라 지역 영화관 네트워크에 대해 책임을 지고 있다. 영국 국내 영화의 역할과 지위에 대한 논의에 중요한 발언권을 가지고있다.

## 같이 보기
- 영국 영화